# Ana Martins Marques

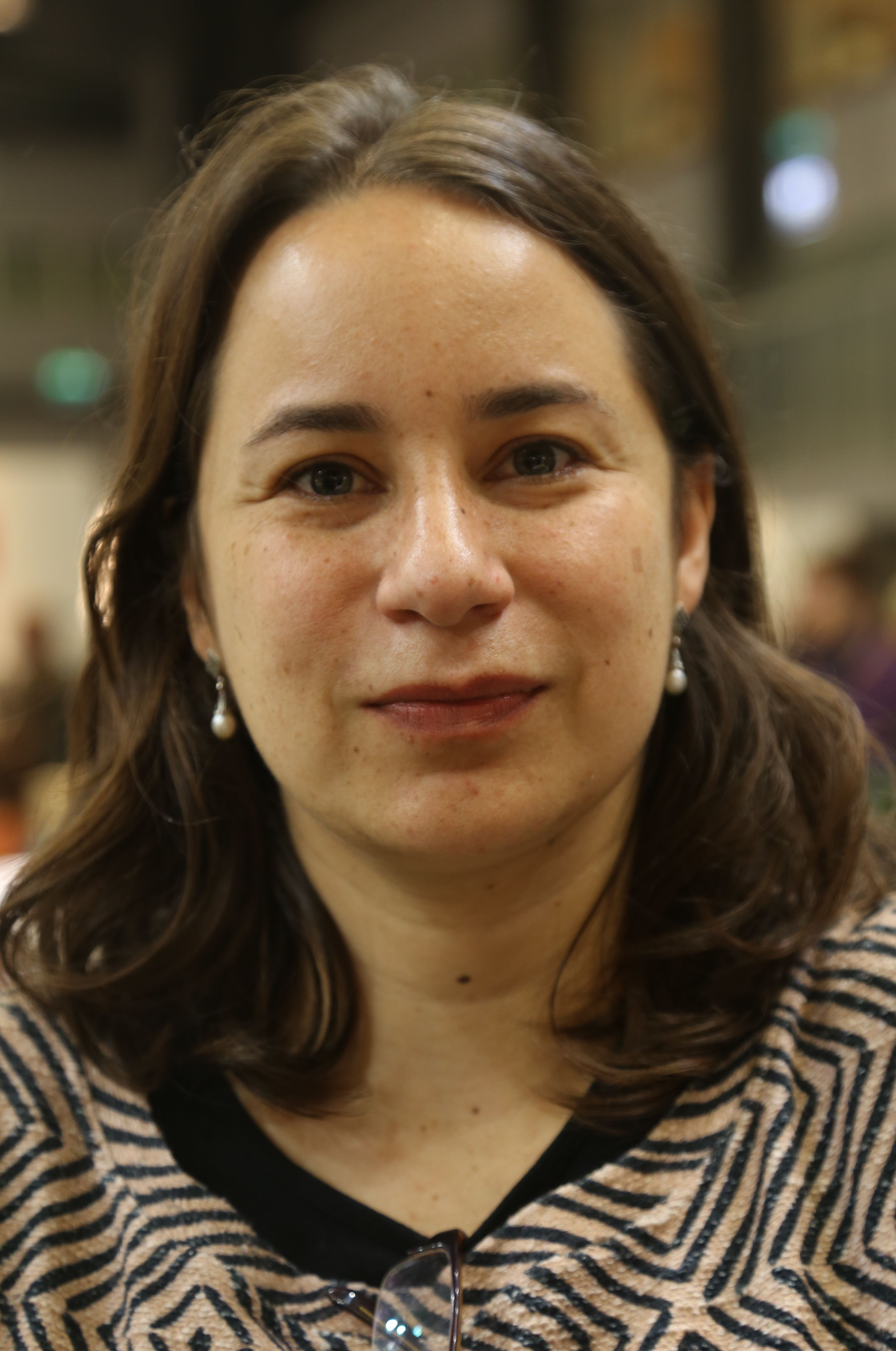
Ana Martins Marques (2014)

Ana Martins Marques (* 7. November 1977 in Belo Horizonte) ist eine brasilianische Dichterin.
Ihr erster Gedichtband A vida submarina (2009) enthält Gedichte aus den Jahren 2007 und 2008, die mit dem Literaturpreis der Stadt Belo Horizonte ausgezeichnet wurden. Für ihr zweites Buch Da arte das armadilhas (2011) erhielt sie den Prêmio Alphonsus de Guimaraens. 2022 war sie mit ihrem bislang bekanntesten Werk Risque esta Palavra (2021) Finalistin des internationalen portugiesischsprachigen Literaturpreises Prémio Oceanos sowie des wichtigsten brasilianischen Literaturpreises Prêmio Jabuti. 2024 war sie erneut Finalistin des Prêmio Jabuti mit De uma outra ilha.
Ana Martins Marques ist Master der Literaturwissenschaften mit einer Abschlussarbeit über den brasilianischen Schriftsteller João Gilberto Noll und arbeitet als Korrektorin und Redakteurin am Landesparlament des brasilianischen Bundesstaats Minas Gerais.
2021 war Ana Martins Marques Teilnehmerin der 15. Latinale in Berlin.

## Werke
- 2009 – A vida submarina (Scriptum)
- 2011 – Da arte das armadilhas (Companhia das Letras)
- 2015 – O Livro das Semelhanças (Companhia das Letras)
- 2016 – Duas Janelas – mit Marcos Siscar (Luna Parque Edições)
- 2017 – Como se fosse a casa (Korrespondenz mit Eduardo Jorge) (Relicário)
- 2019 – Livro dos jardins (Quelonio)
- 2021 – Risque esta palavra (Companhia das letras)
- 2023 – De uma outra ilha (Círculo de Poemas)

## Übersetzungen
- 2017 – This House: Selected poems by Ana Martins Marques. Transl.: Elisa Wouk Almino (Scrambler Books, USA).
- 2022 – Gärten. Gedichte. Übersetzt von Michael Kegler. Axel Dielmann Verlag, Frankfurt.
- 2024 – Streich dieses Wort / Risque esta Palavra. Übersetzt von Michael Kegler. Hagebutte Verlag, München.